# Reino Prome
O Reino de Prome (em birmanês: ဒုတိယ သရေခေတ္တရာ နေပြည်တော်, lit. "Segundo reino de Sri Ksetra"), também conhecido como Reino de Pyay, foi um reino que existiu por seis décadas entre 1482 e 1542 na atual Birmânia (Myanmar) central. Baseado na cidade de Prome (Pyay), o pequeno reino foi um dos vários microestados que se separaram do dominante Reino de Ava no final do século XV. Durante a década de 1520, Prome foi um aliado da Confederação dos Estados Shan, e juntos atacaram o território de Ava. Após a queda de Ava para os exércitos da Confederação em 1527, o próprio Prome tornou-se um tributário da Confederação em 1532. No final da década de 1530, Prome envolveu-se na Guerra Toungoo–Hanthawaddy (1534–1541). Apesar da assistência militar da Confederação e do Reino de Mrauk U, o pequeno reino caiu para as forças de Toungoo (Taungoo) em 1542.

## Nomes
O nome birmanês para o reino é ဒုတိယသရေခေတ္တရာနေပြည်တော်, que equivale a Reino de Prome na língua portuguesa.

## História

### Origens
Durante grande parte da primeira metade do segundo milênio, Prome foi um estado vassalo dos reinos baseados na Alta Birmânia–Pagan, Pinya e Ava. Durante o período de Ava (séculos XIV–XV), Prome era a região mais meridional que fazia fronteira com o rival Reino de Hanthawaddy. A região foi um frequente campo de batalha durante a Guerra dos Quarenta Anos (1385–1424) entre Ava e Hanthawaddy. Os reis de Ava consideravam a região a mais estratégica e nomeavam apenas os príncipes mais importantes como vice-reis de Prome (Pyay). Por exemplo, o Príncipe Herdeiro Minye Kyawswa, o Rei Thihathu de Ava e o Rei Narapati de Ava foram uma vez governadores de Prome.
A Guerra dos Quarenta Anos, que terminou em um impasse, deixou Ava exaurida e seus vassalos inquietos. De 1420 a 1480, cada novo rei de Ava teve que reprimir rebeliões. Em 1469, o governador de longa data de Prome, Mingyi Swa (r. 1446–1482), rebelou-se contra seu irmão quando este ascendeu ao trono de Ava como Thihathura. Mas o novo rei sitiou Prome, e Mingyi Swa submeteu-se ao seu irmão. Mingyi Swa foi perdoado e reempossado em sua antiga posição.

### Independência de Ava (1482)
Thihathura morreu em 1480, e Mingyi Swa morreu em 1482. O novo rei Minkhaung II enfrentou uma multidão de rebeliões—a mais séria por seu irmão mais novo, o governador Minye Kyawswa de Yamethin. Diferentemente das agitações usuais em regiões remotas, a rebelião de Yamethin estava tão próxima da própria Ava que representava uma grave ameaça ao novo rei. Aproveitando-se da luta pelo poder entre seus dois sobrinhos, o governador de Tharrawaddy, Thado Minsaw, tomou Prome e declarou-se rei.
Thado Minsaw elevou a rainha principal de seu irmão Mingyi Swa como sua rainha principal. Minkhaung conseguiu enviar um exército para retomar Prome. Mas o exército de Ava não conseguiu tomar Prome e recuou. Ava não pôde enviar outra força novamente, pois a rebelião muito mais grave de Yamethin (e rebeliões pelos Estados Shan de Mohnyin e Kale) consumiu seus recursos pelas duas décadas seguintes. Prome tornou-se um reino independente com territórios até Tharrawaddy e Myede.
Thado Minsaw manteve-se amplamente afastado dos combates na Alta Birmânia. Ele forjou uma relação pacífica com Hanthawaddy, o reino mais poderoso da região.

### Interferência na Alta Birmânia (década de 1520)
Thado Minsaw mudou sua política na década de 1520, quando Ava estava em seus últimos momentos, sofrendo com os ataques sustentados pela Confederação dos Estados Shan. Ele entrou em uma aliança com Sawlon, o líder da confederação. Em março de 1525, os exércitos combinados da Confederação e de Prome saquearam a cidade de Ava. O rei de Ava, Shwenankyawshin, que era sobrinho-neto de Thado Minsaw, escapou. As forças de Prome e da Confederação saquearam a cidade. Os exércitos de Prome trouxeram de volta o famoso monge poeta Shin Maha Rattathara. Prome permaneceu em aliança com a Confederação, que continuou seus ataques a Ava.
Thado Minsaw morreu em 1526 e foi sucedido por seu filho Bayin Htwe.

### O fim (1526–1542)
Em 25 de março de 1527, as forças da Confederação capturaram Ava e colocaram o filho mais velho de Sawlon, Thohanbwa, no trono de Ava. Sawlon ficou insatisfeito com o nível de apoio que recebeu de Prome e guardou rancor. Em 1532, as forças da Confederação desceram e atacaram Prome. Bayin Htwe foi levado prisioneiro de volta para a Alta Birmânia. O rei cativo escapou após Sawlon ser assassinado por seus próprios ministros. Mas o filho de Bayin Htwe, Narapati, fechou os portões contra seu pai. Bayin Htwe morreu logo depois nas florestas adjacentes.
Narapati permaneceu um vassalo nominal da Ava controlada pela Confederação. Embora sua autoridade não se estendesse além da região imediata ao redor de Prome, ele se envolveu na Guerra Toungoo–Hanthawaddy (1534–41). Narapati era aliado do Rei Takayutpi de Hanthawaddy e era casado com a irmã de Takayutpi. Narapati forneceu abrigo às tropas de Hanthawaddy em fuga em 1539. Quando as tropas de Toungoo atacaram uma Prome fortemente fortificada, Narapati pediu ajuda à Confederação em Ava. As tropas da Confederação romperam o cerco e recusaram-se a perseguir os exércitos de Toungoo em retirada.
Narapati formou uma aliança com o reino de Mrauk U de Arakan, enviando sua irmã e sua rainha (irmã de Takayutpi) ao Rei Min Bin de Mrauk U. (Takayutpi havia morrido logo após a batalha.) Narapati também morreu logo depois e foi sucedido por Minkhaung.
No final de 1541, Toungoo novamente sitiou Prome. Os aliados de Prome, a Confederação e Mrauk U, enviaram ajuda para romper o cerco. Mas as forças de Toungoo, sob o comando do general Bayinnaung, derrotaram ambos os exércitos. Mrauk U também enviou uma flotilha naval que desembarcou em Bassein (Pathein). Ao ouvir sobre a derrota do exército de Mrauk U, a flotilha voltou. Após um cerco de cinco meses, a fome se instalou. Os sitiados desertaram da cidade em grande número. Em 19 de maio de 1542 (5º dia crescente de Nayon 904 ME), Minkhaung se rendeu. Minkhaung e sua rainha Thiri Hponhtut foram levados para Toungoo (Taungoo).

## Consequências
O Rei Tabinshwehti de Toungoo nomeou Thado Dhamma Yaza I, restaurando a cidade à sua antiga posição de capital provincial. Thado Dhamma Yaza I revoltou-se em maio de 1550 após a morte de Tabinshwehti, mas a revolta foi reprimida em agosto de 1551 por Bayinnaung. O principado esteve novamente em revolta entre 1594 e 1608, durante o colapso do Primeiro Império Toungoo, antes de ser reanexado pelo Rei Anaukpetlun em julho de 1608.